# サーカス・ギャロップ
『サーカス・ギャロップ』 - 自動演奏ピアノのための（Circus Galop for Player Piano）は、カナダのピアニスト、マルク＝アンドレ・アムランが作曲したピアノ曲。

## 概要
サーカス・ギャロップは、1991年から1994年にかけて作曲された。「自動演奏ピアノのための」という曲名が表す通り、人間の手による演奏は不可能で、2オクターブにわたる和音や11声部の同時進行などが見られる楽曲である。MDG（Musikproduktion Dabringhaus & Grimm）で録音が行われた際、アムランは「この作品はあらゆる意味できわめて誇大（excessive）なものであり、その一つの結果として、この作品には圧縮空気で動作するピアノ1台では処理しきれないほどの音があり、したがって2台用にする必要があった」と述べている。

## 楽曲構成
アムランの自筆譜では、要所に簡単な注釈が添えられている。曲は、サーカスの開演を予感させるファンファーレに続き、印象的なギャロップの演奏。続く中間部では「バランス劇、もしくは人間ピラミッド」という演目に移る。フィナーレ（コーダ）は大量のグリッサンドを伴いつつ劇的に展開されるが、「THE FATAL ACCIDENT」（重大な事故、致命的な事故、つまり おそらくは死亡事故）という不可解な言葉が記された終結部で唐突に締めくくられる。